# Gewichthebergürtel

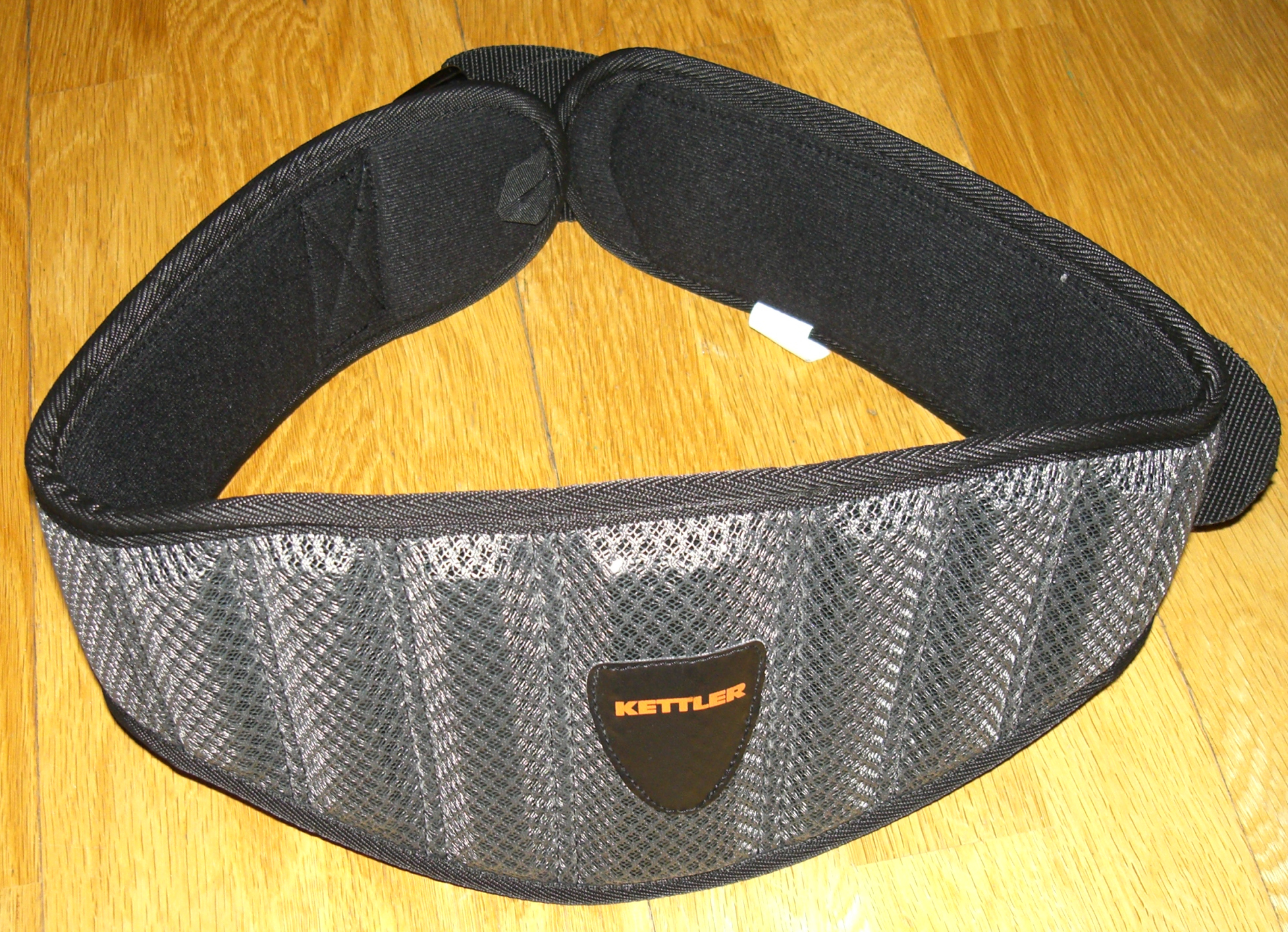
Gewichthebergürtel

Ein Gewichthebergürtel (Hebergürtel) wird beim Bodybuilding und in Kraftsportarten wie Gewichtheben, Kraftdreikampf (KDK) und Steinheben sowie bei Wurfdisziplinen der Leichtathletik zur Stützung und Schonung des Rückens und der Wirbelsäule verwendet. Die stabile Verarbeitung des Gürtels sorgt bei rückenlastigen Trainingsübungen und großen Gewichten für eine gerade und gesunde Haltung beim Sportler und mindert das Verletzungsrisiko. Von den Verbänden der betreffenden Sportarten gibt es Reglementierungen der verschiedenen Maße, z. B. darf ein Gürtel bei Wettkämpfen im Gewichtheben maximal 12 cm breit sein. Für Trainingszwecke sind – unabhängig von der Disziplin – auch Gürtel mit ca. 15 cm Breite handelsüblich. 

## Ausführungen
Der klassische Gewichthebergürtel besteht aus mindestens ca. 4 mm dickem Kernleder, ist im Rückenteil ca. 10 cm und vorn in der Nähe der Eindorn- oder Zweidorn-Schnalle ungefähr 6 cm breit. Je nach der Übung und Disziplin im Einzelnen gibt es viele Varianten in Formgebung, Maßen, Material und Schließsystem. Beim KDK dominieren sehr dicke Ledergürtel von 10 mm bis zu 13 mm Dicke, die über die gesamte Länge eine gleichbleibende Breite von ca. 10 cm haben. Hier sind unterschiedliche Schließsysteme entwickelt worden, die einen besonders festen Sitz oder ein besonders einfaches Öffnen mit einer Hand ermöglichen sollen. Für das Bankdrücken werden schmalere Gürtel angeboten, die teilweise im Rückenteil besonders schmal sind.
Seit ca. 1960 sind aus verschiedenen besonders reiß- und zugfesten Kunstfasern Gürtel entwickelt worden, die stufenlos auf die gewünschte Länge eingestellt werden können und meist mit Klettband gesichert werden. Aus solchen Materialien werden auch Gürtel hergestellt, die sich mit geschwungenen Formen besonders gut dem Körper des Athleten anpassen sollen.
Weitere Unterschiede liegen darin, ob das Rückenteil gepolstert ist.

## Verwendung
Strittig ist, wie fest (eng) ein Gürtel getragen werden soll, hier gehen die Meinungen der Athleten weit auseinander. Bei Gewichtheber-Wettkämpfen verwenden zwar sehr viele Heber einen Gürtel zum Stoßen, aber viel weniger Athleten benutzen ihn auch beim Reißen, manche verwenden unterschiedliche Gürtel je nach Disziplin. Unstrittig bei Gewichthebern ist mittlerweile, dass ein Gürtel nicht ständig beim Training mit relativ geringen Lasten angelegt werden soll.
Manche Leichtathleten verwenden bei Sprungübungen Gürtel zu Schutzzwecken.